# Masato Osugi
Masato Osugi (大杉 誠人 Osugi Masato?, nacido el 2 de febrero de 1983 en Hiroshima) es un futbolista japonés que se desempeñaba como defensa.

## Trayectoria

### Clubes
| Club              | País  | Año         |
| ----------------- | ----- | ----------- |
| Sagawa Printing   | Japón | 2005        |
| Sagawa Shiga      | Japón | 2006 - 2012 |
| Kamatamare Sanuki | Japón | 2013 - 2014 |
| MIO Biwako Shiga  | Japón | 2015 -      |

## Estadística de carrera

### J. League
| Club              | Año   | J. League | J. League | Copa J. League | Copa J. League | Total | Total |
| Club              | Año   | Part.     | Goles     | Part.          | Goles          | Part. | Goles |
| ----------------- | ----- | --------- | --------- | -------------- | -------------- | ----- | ----- |
| Kamatamare Sanuki | 2014  | 1         | 0         | -              | -              | 1     | 0     |
| Total             | Total | 1         | 0         | 0              | 0              | 1     | 0     |